# Amatörteater
Amatörteater är teater utförd av amatörer, det vill säga av personer som inte har skådespel som yrke men som hobby, och som vanligen inte får betalt för sin insats. Amatörteatergrupper framför scenkonst såsom studentspex, teaterpjäser, revyer, dramatisering av historiska händelser, musikaler, operetter, pantomim eller olika shower. Flera amatörteaterföreningar leder studiecirklar och organiserar teaterfestivaler för ung scenkonst. 

## Amatörteater i Sverige
Följande organisationer representerar amatörteatern i Sverige. 
- Amatörteaterns riksförbund  (ATR), som organiserar drygt 330 av Sveriges amatörteaterföreningar[1]
- Arbetarteaterförbundet (ATF)[2] och
- Sverigefinska amatörteaterförbundet (RSKL)[3].
- Ung Teaterscen, som organiserar barn och unga inom amatörteatern.[4]

Genom dessa organisationer, och genom olika studieförbund, kan amatörteaterföreningar få hjälp med utbildning, ansökan om uppföranderätt, Stim-avgifter och liknande.
Några större lokala amatörteaterföreningar i Sverige är:
- Mölndals amatörteaterförening, bestående av 6 föreningar.
- Drag utan Drog (DuD) i Katrineholm, med över 400 medlemmar
- Kvartersteatern Sundsvall, bildad 1979, med 300 medlemmar.[5]
- Esplanadteatern i Lidköping, med drygt 200 medlemmar
- Malmö AmatörteaterForum, bestående av 50 föreningar
- Triangelteatern i Kalmar, med drygt 200 medlemmar
- Teatersmedjan i Karlshamn.
- Lilla teatern, Lund
- Hallarnas skådespelarlag i Halmstad
- Kulturföreningen RoJ i Stockholm, med cirka 200 medlemmar
- Kulturföreningen Ormen i Stockholm, med cirka 200 medlemmar

Kommunernas musik- och kulturskolor fungerar ofta som en första inkörsport till amatörteater för barn och ungdomar.